# 十津川村立十津川中学校
十津川村立十津川中学校（とつかわそんりつ とつかわちゅうがっこう）は、奈良県吉野郡十津川村にある公立中学校。

## 概要
十津川村にある唯一の中学校。奈良県立十津川高等学校と連携型中高一貫教育を実施している。
校舎は木造（一部鉄筋コンクリート構造）2階建てで、十津川産の木材を使用している。延床面積は5,135.63 m2、木材使用量は886.05 m3（100%奈良県産材）である。

## 沿革
- 2012年（平成24年）
  - 2月10日 - 歌手のさだまさしが作詞・作曲した校歌「千年の祈り」が、十津川村に届けられた[6]。
  - 4月1日 - 十津川村立上野地中学校、十津川村立小原中学校、十津川村立折立中学校、十津川村立西川中学校の4校の統合により開校[5]。
  - 4月6日 - 開校式[5]。

## 校歌
作詞・作曲は、さだまさしによる。歌詞は3番まである。それぞれ「美しき空　美しき水　美しき山　美しき人」、「愛おしき森　愛おしき谷　愛おしき風　愛おしき人」、「溢れる光　溢れる勇気　溢れる誇り　溢れる希望」で始まり、1・2番は「十津川よ　十津川よ　我がふるさと」、3番は「十津川中学校　愛し我が母校」で終わる。なお、編曲は倉田信雄による。

## 学区
竹筒を除く十津川村全域。 十津川村立十津川第一小学校および十津川村立十津川第二小学校の学区からなる。奈良県の面積の5分の1を占める十津川村で唯一の中学校であるため、学校近隣に居住する生徒を除き、ほとんどがスクールバスで通学する。また寄宿舎（中学校寮）を有し、学区内の特定地区の生徒は月1,000円（おやつ代）で入寮することができる。

## アクセス
- 紀勢本線の熊野市駅から車で1時間45分。
- 奈良交通のバス停「小原」および「十津川小原」から徒歩[1]。